# Andreas I Ruckers
Andreas (I) Ruckers (Anvers, août 1579 - Anvers, vers 1652) est un facteur de clavecins flamand actif à Anvers à la fin du XVIe siècle et pendant la première moitié du XVIIe siècle. On l'identifie aussi comme Andreas l'Ancien, pour le distinguer de son fils, Andreas le Jeune, qui reprit son atelier et poursuivit son activité.  Il est le premier fils du fondateur de la célèbre famille Ruckers, Hans l'Ancien et continue l'activité de ce dernier comme son frère aîné Ioannes.

## Biographie
Andreas Ruckers est le second fils survivant de Hans Ruckers et de son épouse Naenken Knaeps, après l'aîné Ioannes. Probablement né en août 1579, il est baptisé dans la foi catholique à la cathédrale d'Anvers le 30 août. Formé par son père, tout comme son frère, il devient son apprenti et collaborateur jusqu'à sa mort, probablement en 1598. 
Le 25 janvier 1605, il épouse Catharina de Vries, qui est une belle-sœur du peintre Jacob Jordaens. Le couple aura sept enfants. Parmi ceux-ci, un fils, également prénommé Andreas adoptera la profession de facteurs de clavecins ; une fille, Anna, deviendra la seconde épouse d'un peintre de renom, spécialisé dans les natures mortes, Jan Davidszoon de Heem. 
Après le mort de leur père, Andreas continue à collaborer pendant quelques années avec son frère Ioannes dans l'atelier familial; à cette époque, aucun des deux n'est encore admis à la Guilde de Saint-Luc. De 1604 subsiste de nos jours un muselaar portant sur son chapiteau leurs deux noms associés : "IOANNES ET ANDREAS RUCKERS FECERUNT" et muni d'une rosace encore marquée des initiales de leur père : "HR". C'est vers 1605 qu'Andreas semble commencer à signer ses propres instruments.
En 1608, les deux frères se séparent, Ioannes rachète à Andreas des parts dans l'affaire familiale et ce dernier va installer ailleurs son atelier et sa demeure. C'est, semble-t-il, cette même année qu'il commence à signer ses propres instruments, bien qu'on ne connaisse pas la date de son entrée dans la Guilde de Saint-Luc. En 1616 on sait qu'il est établi non loin du cimetière de la cathédrale et du marché aux chaussures (Schoenmarkt), à quelque 500 mètres de son frère. En 1644, il est installé dans la rue des Tanneurs (Huidevetterstraat) donc tout près de la rue aux Juifs (Jodenstraat), berceau de la famille. De cette année date un clavecin marqué ANDREAS RUCKERS DEN OUDEN ME FECIT ANTVERPIAE (« Andreas l'Ancien m'a fait à Anvers ») indiquant peut-être que son fils Andreas (admis à la Guilde en 1637/1638) travaillait alors séparément. Avant cela, il est difficile de distinguer le travail du père et du fils, travaillant ensemble depuis la période d'apprentissage du fils (né en 1607) et portant tous deux le même prénom. Il est probable que les instruments construits postérieurement et simplement signés "Andreas Ruckers" sont l'ouvrage du fils.
Andreas l'Ancien était peut-être encore actif dans la profession en 1651, et sa mort se situe à une date inconnue entre 1651 et le 24 mars 1653.

## Galerie de photos

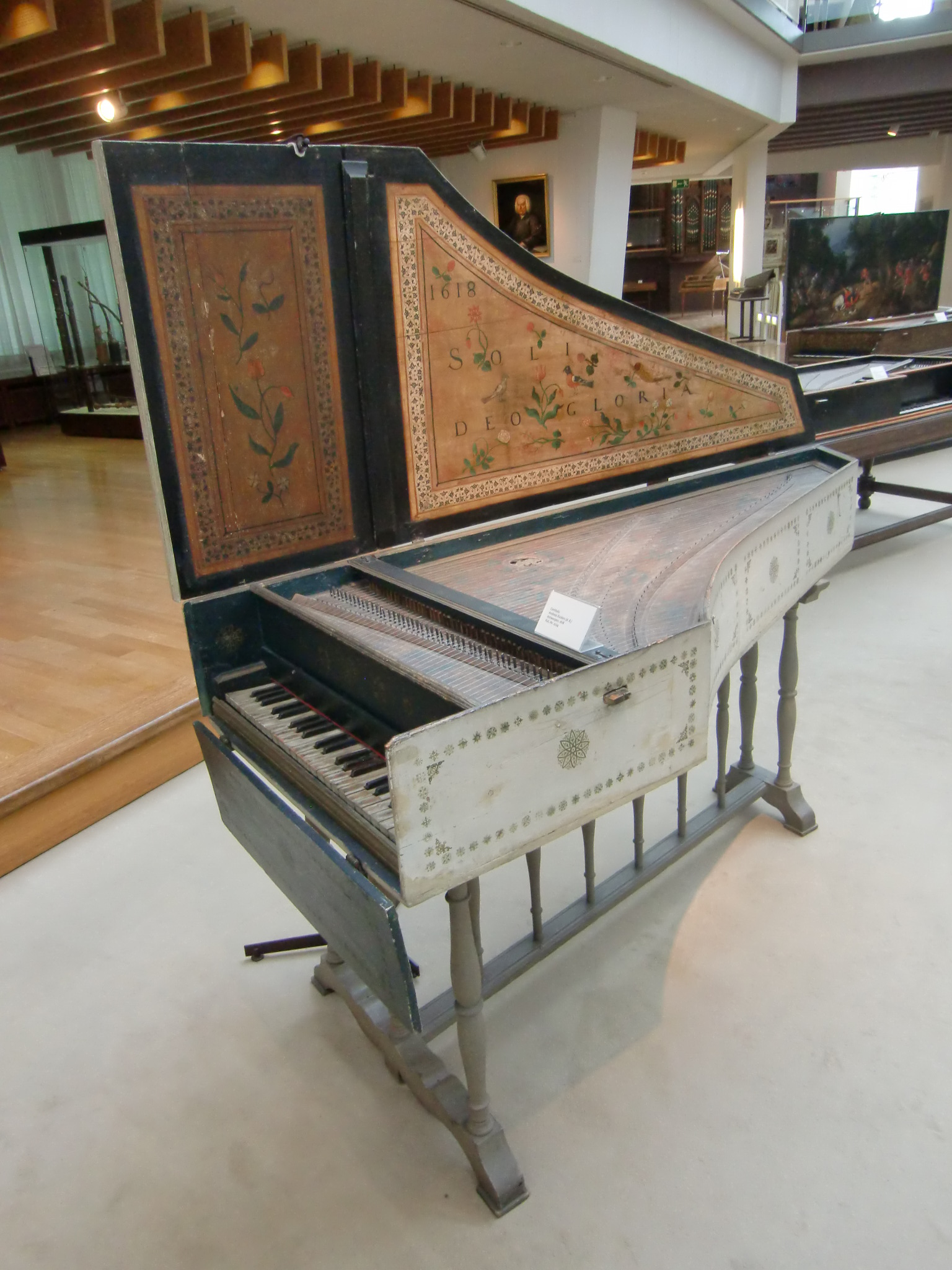
Clavecin de 1618, Musikinstrumenten Museum, Berlin
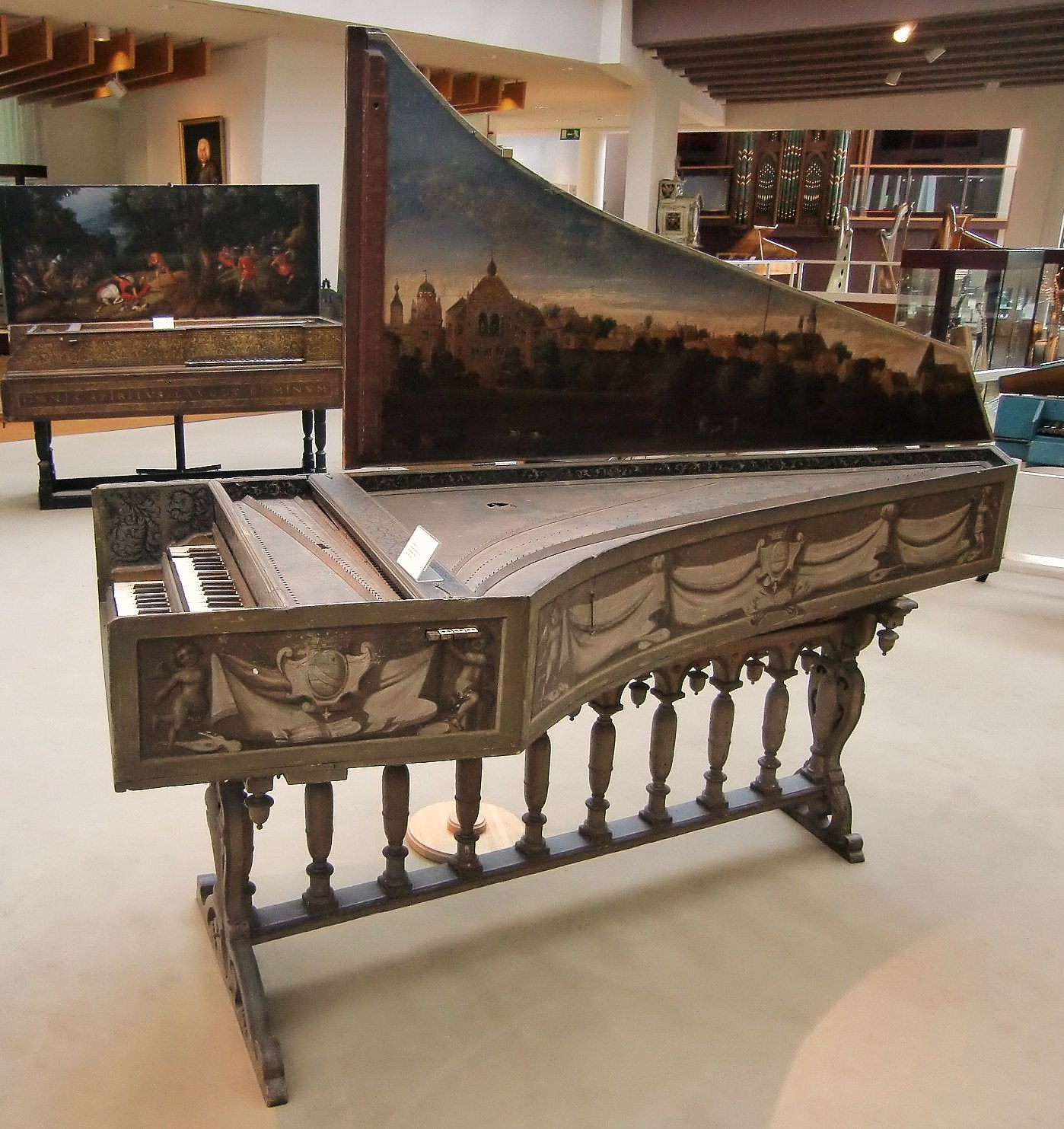
Clavecin de 1620, Musikinstrumenten Museum, Berlin
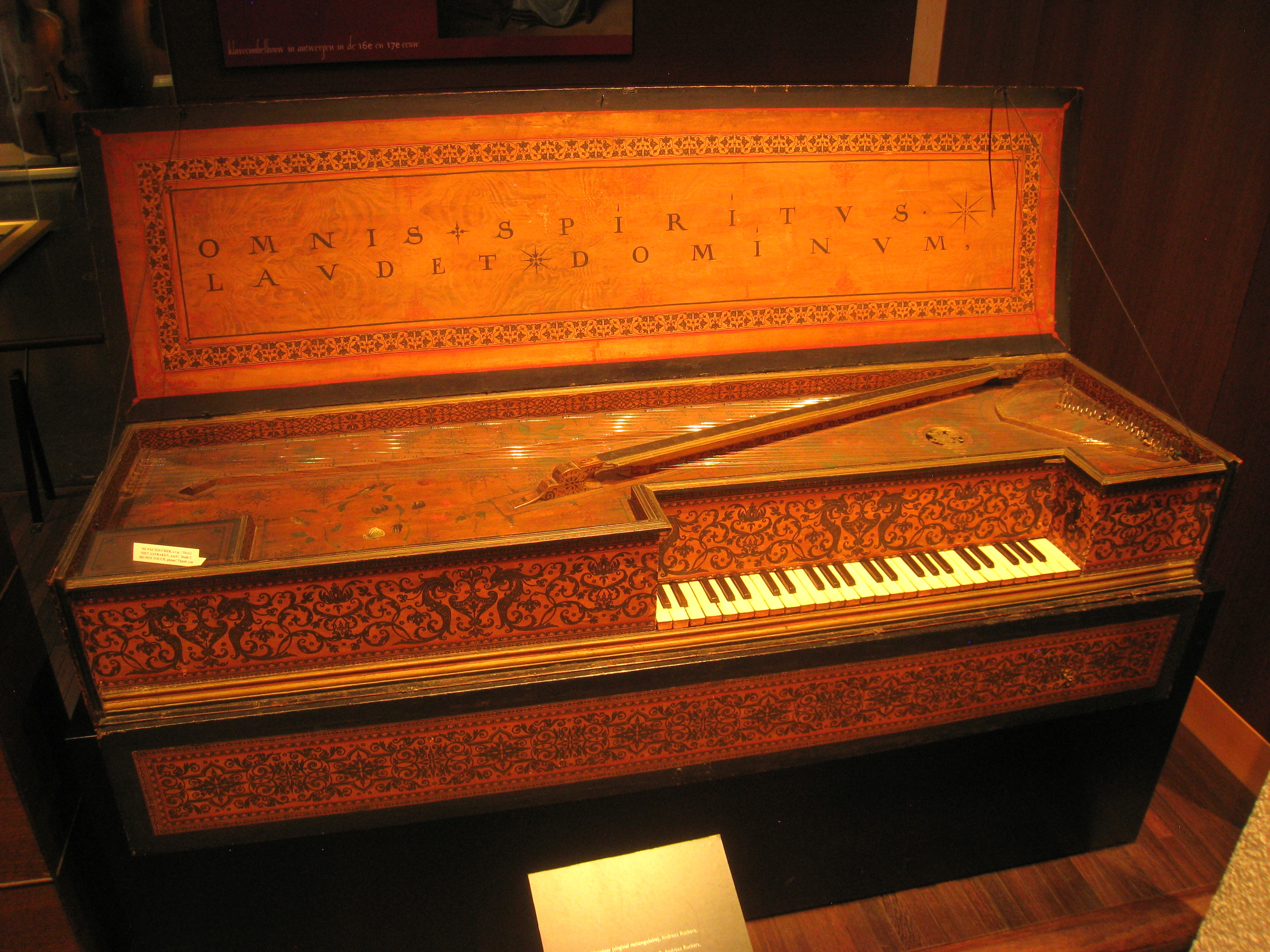
Virginal (muselaar) de 1628, Musée des instruments de Musique, Bruxelles
Clavecin de 1635, Museum für Kunst und Gewerbe, Hambourg
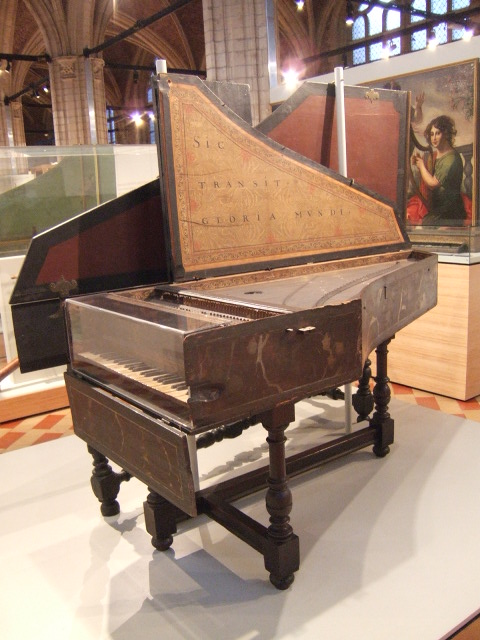
Clavecin de 1644, Vleeshuis museum, Anvers
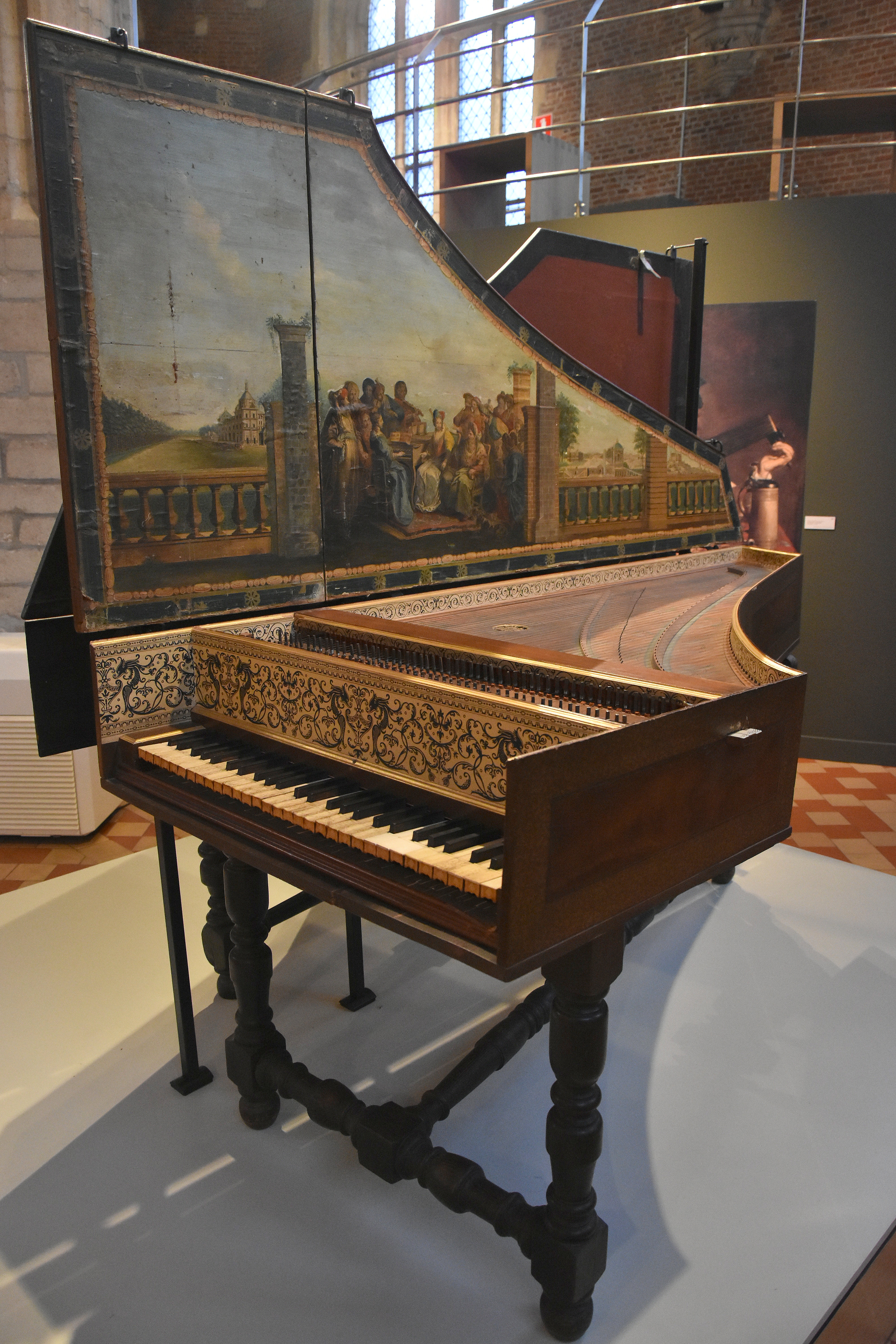
Clavecin de 1646, Vleeshuis museum, Anvers

## Discographie
- Giovanni Battista Draghi, Le manuscrit Purcell : trois suites pour clavecin (en ut, sol et ut majeur) - Davitt Moroney, clavecin Andreas Ruckers 1636, Henri Hemsch, Paris 1763 qui élargit et ajoute un second clavier. (8-11 février 1995, Virgin VC 5 45172-2) (OCLC 32885618) Instrument de la collection Cobbe (en), conservé à Hatchlands Park. Photographie page 22 du livret.

#### Quelques instruments de Andreas Ruckers
- Clavecin de 1607 au National Music Museum de Vermillion (Dakota du Sud)
- Clavecin de 1608 à Edimbourg (St. Cecilia's Hall)
- Clavecin à la quinte de 1627 au Rijksmuseum de La Haye
- Virginal à l'octave de 1634 au Musée de la Musique à Paris
- Clavecin de 1636, Cobbe collection à Hatchlands Park (UK)
- Clavecin de 1640 à l'Université de Yale
- Clavecin de 1643 au National Music Museum de Vermillion (Dakota du Sud)

#### Autres
- Ressources relatives aux beaux-arts :   - ECARTICO
  - Union List of Artist Names
- Notices dans des dictionnaires ou encyclopédies généralistes :   - Biographie nationale de Belgique
  - Deutsche Biographie
- Notices d'autorité :   - VIAF
  - LCCN
  - GND
  - Pays-Bas
  - Pologne
  - WorldCat